# Primero de Marzo
Primero de Marzo è un centro abitato del Paraguay, situato nel Dipartimento di Cordillera, a 110 km dalla capitale del paese, Asunción. Forma uno dei 20 distretti in cui è diviso il dipartimento.

## Popolazione
Al censimento del 2002 la località contava una popolazione urbana di 795 abitanti (6.019 nel distretto).